# ABU Radio Song Festival 2018
Het ABU Radio Song Festival 2018 was de vijfde editie van het muziekfestival en de finale vond plaats op 11 juli 2018 in Astana, Kazachstan. Het festival keerde terug na een jaar afwezigheid. Het festival van 2017 zou normaal gezien in Bangkok, Thailand georganiseerd worden, maar door het overlijden van de Thaise koning vlak voor het festival werd het festival geannuleerd.
Dit was de vierde editie op rij dat het gastland voor het eerst deelnam aan het festival.

## Overzicht

### Finale
| Land         | Taal                  | Artiest                           | Lied                         |
| ------------ | --------------------- | --------------------------------- | ---------------------------- |
| Afghanistan  | Perzisch              | Goodar Zazai                      | I don't want to grow up      |
| India        | Hindi                 | Akashlina Amin                    | Jhumur                       |
| India        | Hindi                 | Siddhartha BelMannu               | Anireekshita                 |
| Indonesië    | Engels en Indonesisch | Andi Rikzha Fadillah Mallarangeng | You are the shade            |
| Kazachstan   | Engels                | Jordan Arakelyan                  | No way back                  |
| Macau        | Engels                | Ao Ieong Sio Wa                   | Party love                   |
| Malediven    | Divehi                | Abdulla Ziyau                     | Kuriah dhanee gadha hiyvarun |
| Nepal        | Nepalees              | Biju Pandit                       | Gorkhali cheli               |
| Turkije      | Turks                 | Yahya Geylan                      | Masum bebek                  |
| Turkmenistan | Turkmeens             | Atajanov Ahmet                    | Pyrakyndan                   |
| Vietnam      | Vietnamees            | Nguyen Hoang Tung                 | Osole mio                    |

2012 · 2014 · 2015 · 2016 · 2018 · 2019

Zie ook: ABU TV Song Festival